# Hypsamasia
Hypsamasia — вимерлий ембрітоподий ссавець, який жив у середньому еоцені. Залишки зубів цієї травоїдної тварини були знайдені у формації Картал поблизу села Сарібейлар на північ від Анкари на території сучасної Анатолії.
Hypsamasia відрізняється від Palaeoamasia більшими розмірами і високою коронкою зубів. Інші безіменні ембрітоподи були знайдені у формації Картал. Ембрітоподи найбільш відомі з Північної Африки, але їх ареал охоплював Центральну Африку, Аравійський півострів і Румунію. Турецькі палеоамасіїди старші і тому вважаються більш примітивними.